# Wierdijk

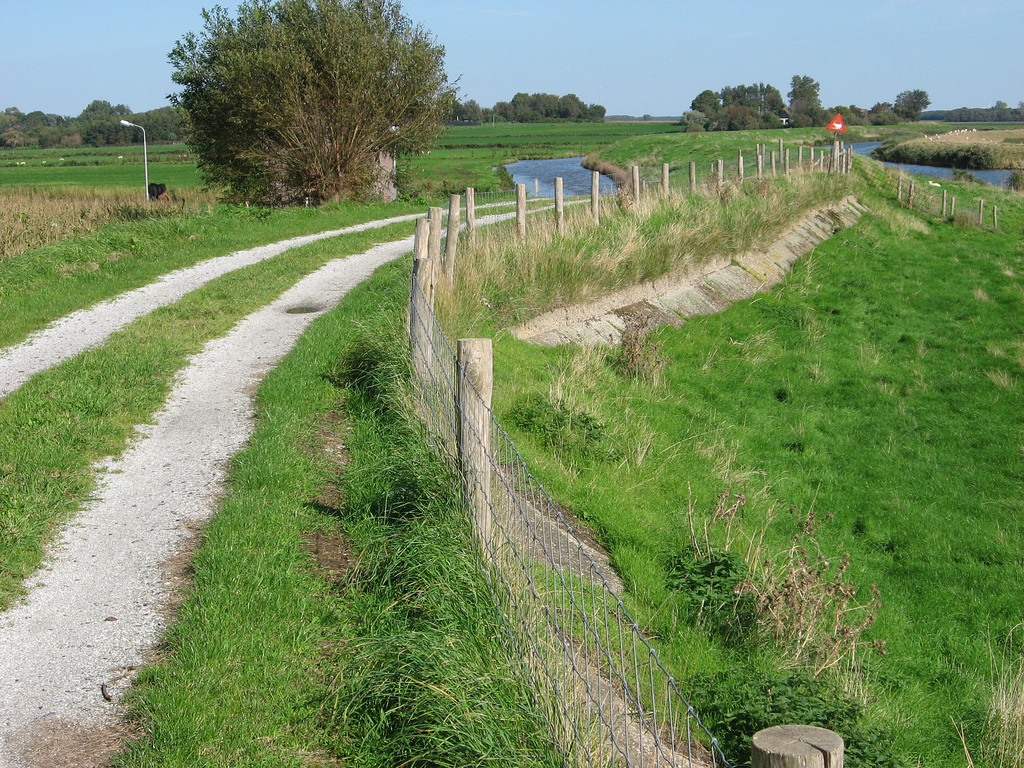
Oude wierdijk van Wieringen. De steile helling werd in vroeger eeuwen voldoende veilig geacht

Een wierdijk was een dijk die voornamelijk bestond uit zeegras, een plant die vroeger tot de zeewieren werd gerekend. Wierdijken waren beter bestand tegen storm dan aarden dijken, doordat het gedroogde wier onder druk samenpakte tot een stevige massa en daardoor minder te lijden had onder afslag. Doordat deze massa enigszins flexibel was konden zettingen van de ondergrond goed gevolgd worden, en werden golven makkelijker gedempt dat het geval zou zijn bij een verticale (houten) damwand. Het zout in de wierplant zorgde bovendien voor goede conservering. 

## Constructie

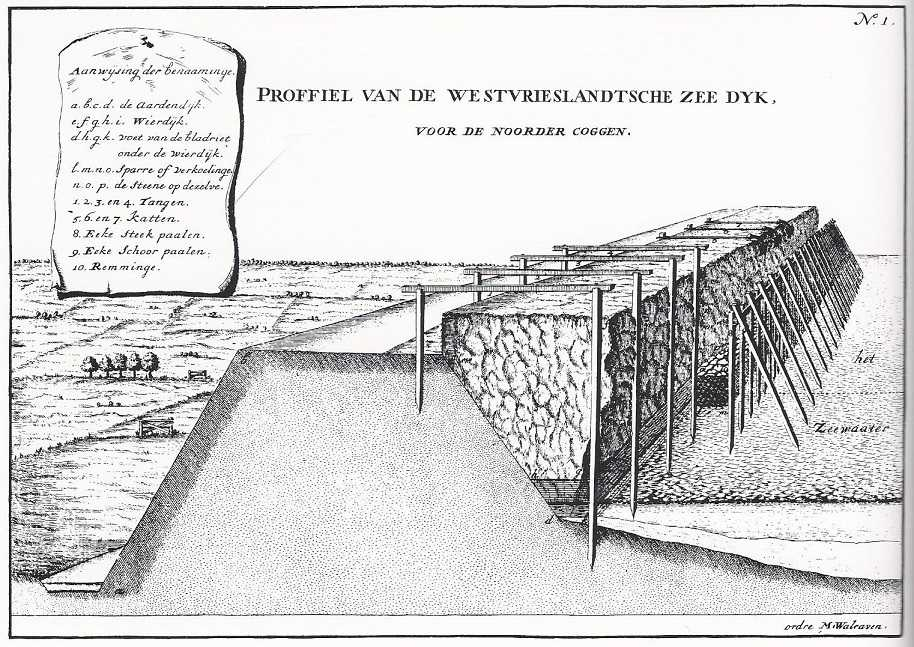
Doorsnedetekening van een Wierdijk van het Dijkgraafschap de Vier Noorder Koggen in Westfriesland

Al in 1319 wordt wier genoemd als bouwmateriaal voor een dijk. Een wierdijk werd aangelegd op een stevige ondergrond van bladriet, waarop het wier werd gestapeld over een breedte van circa 8 voet. Dit werd een wierriem genoemd. Aan de landzijde stortte men klei. Aan de zeezijde werden op een afstand van 4 voet van de dijk palen gezet, de krebbingen. In de ruimte tussen het wier en de palen, tot aan het dagelijkse waterpeil, plaatste men sparren, afgedekt met houten delen. Op dit geheel werden keien gelegd.
Het wier had, zeker net na de aanleg, de neiging in te klinken. Er moest regelmatig worden opgehoogd. Het hele proces was bewerkelijk. Voor een strekkende meter dijk met een hoogte van 2 meter was circa 14 kubieke meter zeegras nodig. Als gevolg van de sterke samenhang van het wier kon bij storm de dijk over tientallen meters scheuren. Ook kruiend ijs kon flinke schade toebrengen.

## Paalworm
Dergelijke wierdijken werden in de middeleeuwen op vele plaatsen langs de toenmalige Zuiderzee en de Waddenzee aangelegd. Zij functioneerden lange tijd naar behoren, tot in de achttiende eeuw de paalworm toesloeg die de houten balken opvrat en daarmee het skelet van de dijk vernietigde. Daarop werd op advies van twee ingelanden van de Noorderkoggen ( Pieter Straat en Pieter van der Deure) besloten de buitenzijde van deze dijken te verstevigen met opgestapelde stenen. In eerste instantie werden vooral zwerfkeien uit Drenthe gebruikt, maar later ook klipsteen (basaltblokken), die uit Noorwegen werden aangevoerd. Veel later ging men ertoe over de dijken van een glooiend talud met deze basaltblokken te voorzien, waardoor ze beter bestand waren tegen het beuken van de golven.

## Wieringen
Ook aan de zuidelijke oever van het voormalige eiland Wieringen, die glooiend afloopt, werd in de middeleeuwen een zeewering aangelegd bestaande uit een dubbele rij palen, die aaneengesloten verticaal in de grond werden gezet. Deze palen ondersteunden een circa twee meter dikke muur van samengeperst zeegras. Deze zoutwaterplanten werden vlak in de buurt in de Waddenzee geoogst.
De wierdijk aan de zuidkant van Wieringen is gedeeltelijk gereconstrueerd, waarbij de drie fasen van de ontwikkeling van de dijk ter educatie zichtbaar zijn gemaakt. Het zeegras dat voor dit project nodig was, groeit nauwelijks meer in de Waddenzee en moest geïmporteerd worden van de Duitse Oostzee.
Rond 1930 verdween het Groot Zeegras uit de wateren rond Wieringen. Oorzaak was een schimmelziekte. Veranderingen in de stromingen en in het zoutgehalte vanwege de aanleg van de Amsteldijk (1924) en de Afsluitdijk (1932) hebben mogelijk ook aan het verdwijnen bijgedragen.

## Galerij

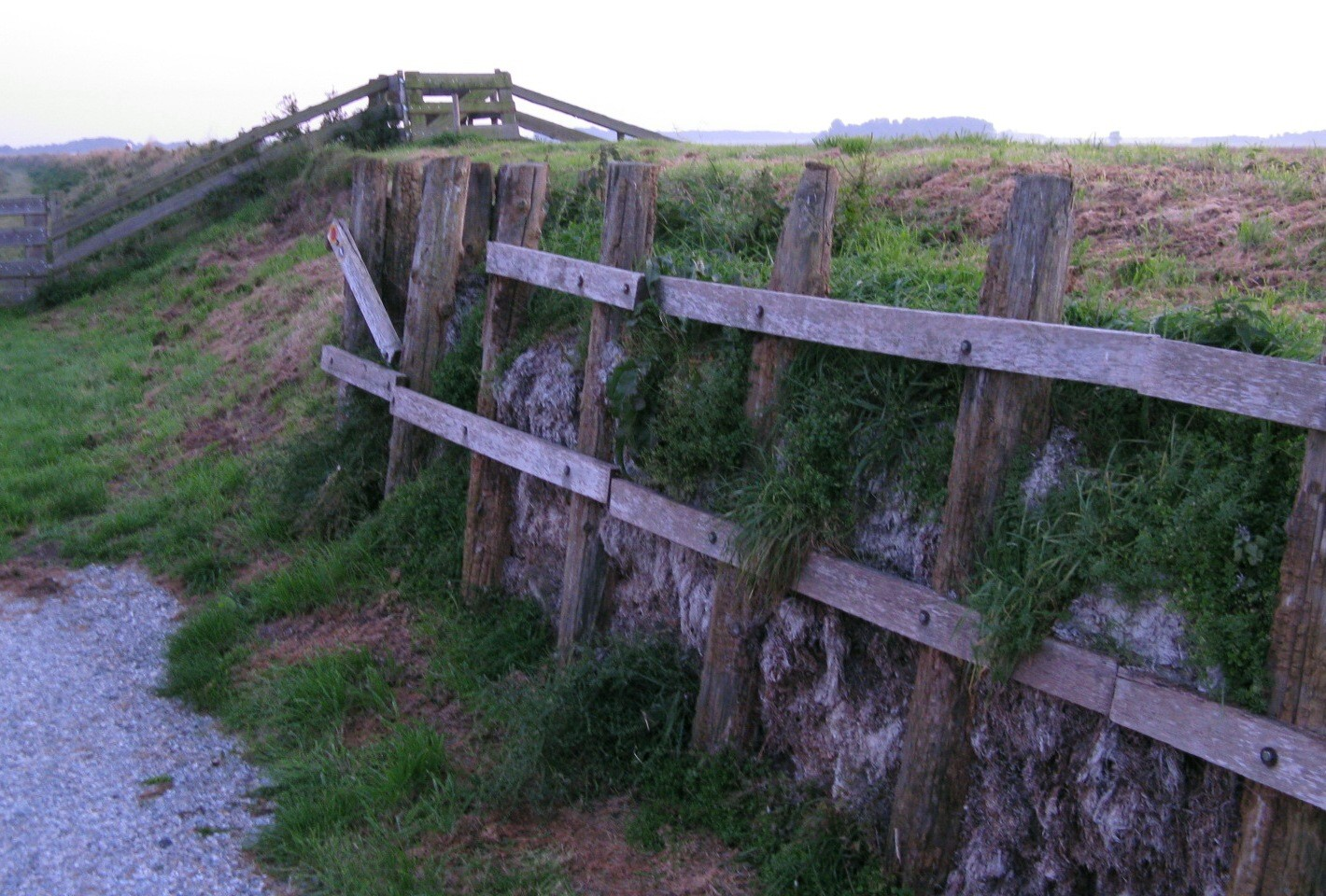
Wierdijkreconstructie
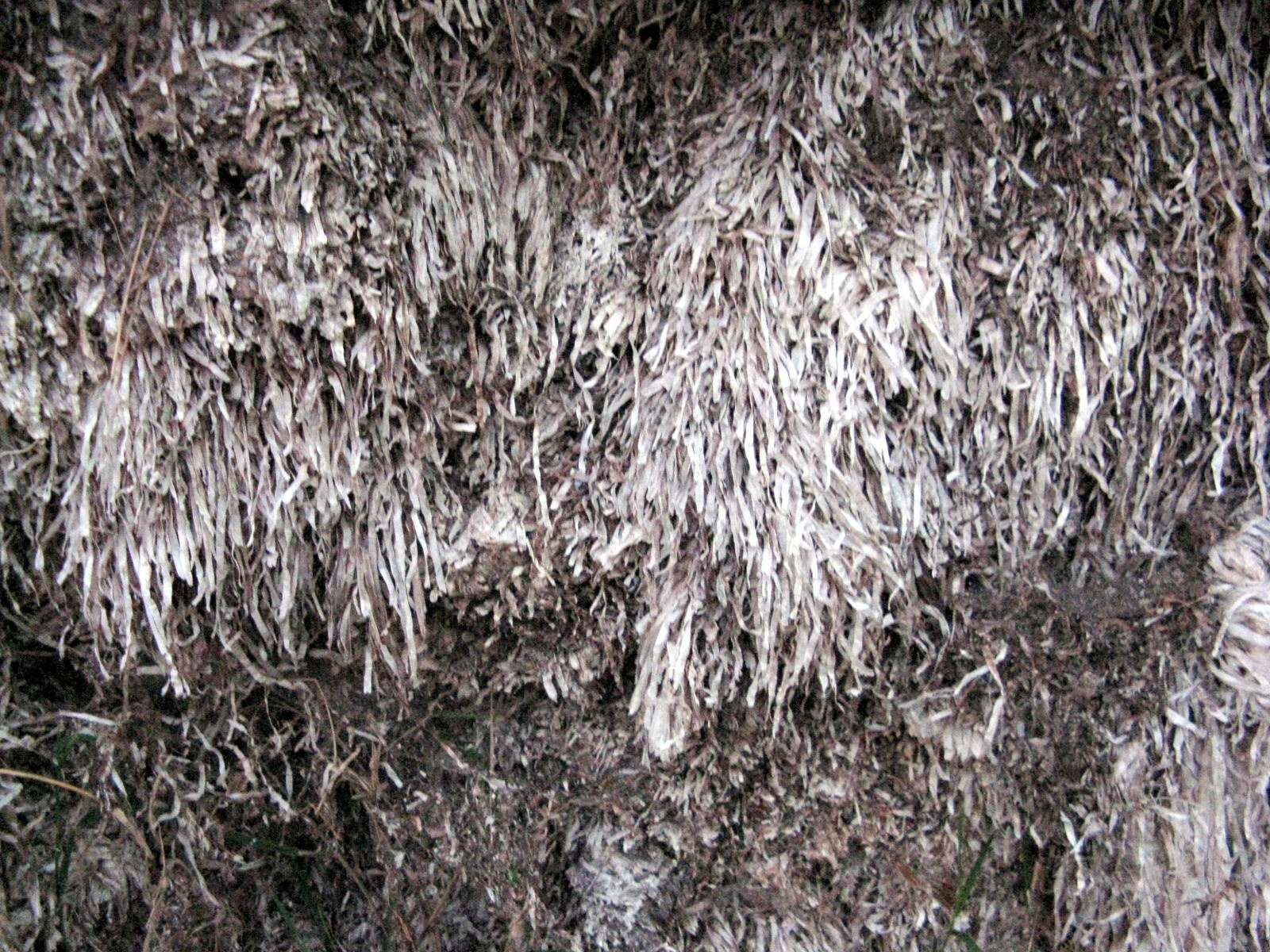
Wier in de wierdijk